# 시민 불복종

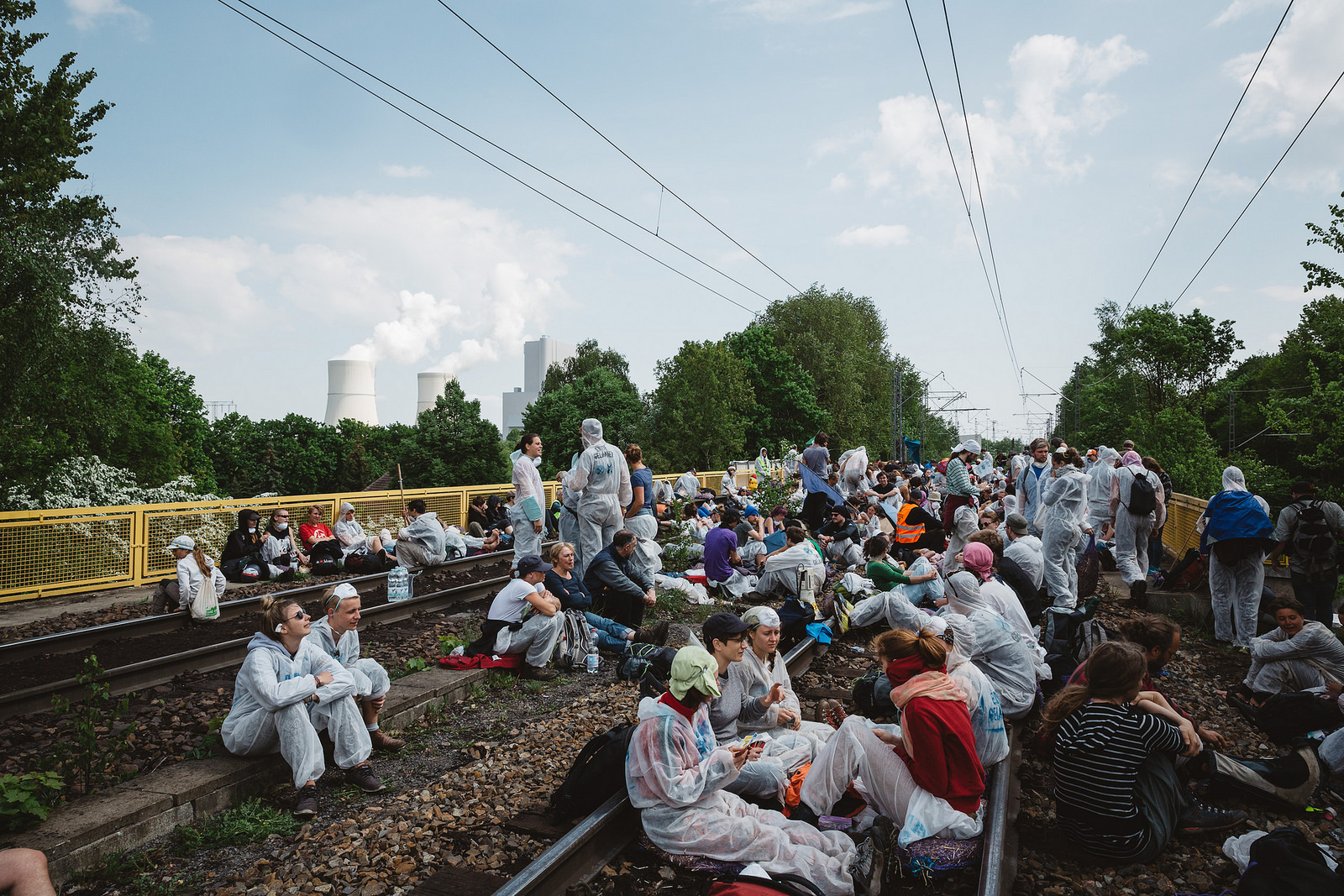

시민 불복종(市民不服從, 영어: civil disobedience)은 국가의 법이나 정부 내지 지배 권력의 명령 등이 부당하다고 판단했을 때, 이를 공개적으로 거부하는 행위를 말한다.
대개 비폭력수단을 사용한 저항이지만 꼭그렇지 않을 수도 있다. 시민불복종을 할 때에는 법에 따른 처벌과 희생을 반드시 감수하여야 한다. 인도의 비폭력 저항 운동(모한다스 카람찬드 간디의 사회 복지 운동, 영국으로부터의 독립 운동)과 남아프리카 공화국의 인종차별 반대 투쟁, 미국의 공민권 운동 등이 대표적인 예이며, 소크라테스의 유명한 재판이 시민 불복종의 철학적 토대를 마련한 사건으로 간주된다. 우리나라에서 1980년대에 행해졌던 방송 시청료 납부 거부 운동도 이에 해당된다. 시민불복종이 정당화되기 위한 조건에는 되도록이면 비폭력적이여야 함, 최후의 수단이 되어야 함, 처벌을 감수해야 함, 목적이 정당해야 함이 있다. 이때, 정부는 시민의 권리를 지켜주어야 한다. 이러한 시민 불복종 행위는 기본권과 헌법의 기본 질서를 보호하기 위한 행위이기도 하다.
헨리 데이비드 소로의 저서 《시민 불복종》(Resistance to Civil Government,　1849년)은 '폭력을 거부하며 폭력을 초월하는 영향력을 만들어 냈다'고 알려져 있다. 사회가 제도를 개선하고 발전시키는데 있어서 시행착오를 겪는 짧지 않은 시간을 유연하고 비폭력적으로 지지할 수 있는 여러 가능성을 모색하는 과정을 보여준다고 할 수 있다.

## 같이 보기
- 노예해방운동
- 넬슨 만델라

## 참고
- (헨리 데이비드 소로) -《시민 불복종》Resistance to Civil Government,　1849년
- 《시민의 불복종》강승영 번역, 이레(1999) ISBN 89-85599-18-6, 9788985599184